# ادوين فوستر كودينجتون
ادوين فوستر كودينجتون (بالإنجليزية: Edwin Foster Coddington )‏ (و. 1870 – 1950 م) هو عالم فلك من الولايات المتحدة الأمريكية . ولد في مقاطعة مايامي، أوهايو .
توفي في كولومبوس، أوهايو، عن عمر يناهز 80 عاماً.

## التعليم
تعلم في جامعة ولاية أوهايو